# Iljinhoe

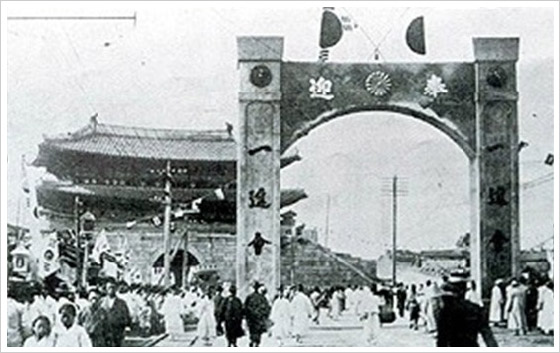
Grandes arches de l'Iljinhoe (1907).

L'Iljinhoe (一進會, 일진회) est une organisation nationale coréenne pro-japonaise formée le 8 août 1904. Un rapport japonais indique que le nombre de ses membres est d'environ 800 000, mais un autre commandé par le résident-général de Corée en 1910 montre que leur nombre serait d'environ 90 000. Après avoir constaté l'échec de la politique isolationniste de la Corée, le parti commence à prétendre que le pays ne peut pas développer une société capitaliste seul et réclame une fusion avec l'empire du Japon. Song Byung-joon, le chef de l'organisation et haut fonctionnaire du gouvernement coréen avant la signature du traité d'annexion de la Corée, qui est considéré comme l'un des principaux traîtres nationaux de la Corée, pousse activement à l'annexion et reçoit un titre de noblesse de la part du gouvernement japonais en 1920. Le groupe est dissout le 26 septembre 1910, un mois après le traité d'annexion.
En 2006, un comité présidentiel sud-coréen annonce le nom de 120 personnes soupçonnées d'avoir collaboré avec le Japon pendant la domination coloniale de la Corée. La liste comprend 27 membres de l'Iljinhoe qui auraient pris l'initiative de supprimer les troupes coréennes et de soutenir l'annexion par le Japon. Les personnes figurant sur la liste feront l'objet d'une enquête pour suspicion d'avoir mener des activités de trahison pro-japonaises pendant la période 1904-1919.